# Jerzy Olszewski (polityk)

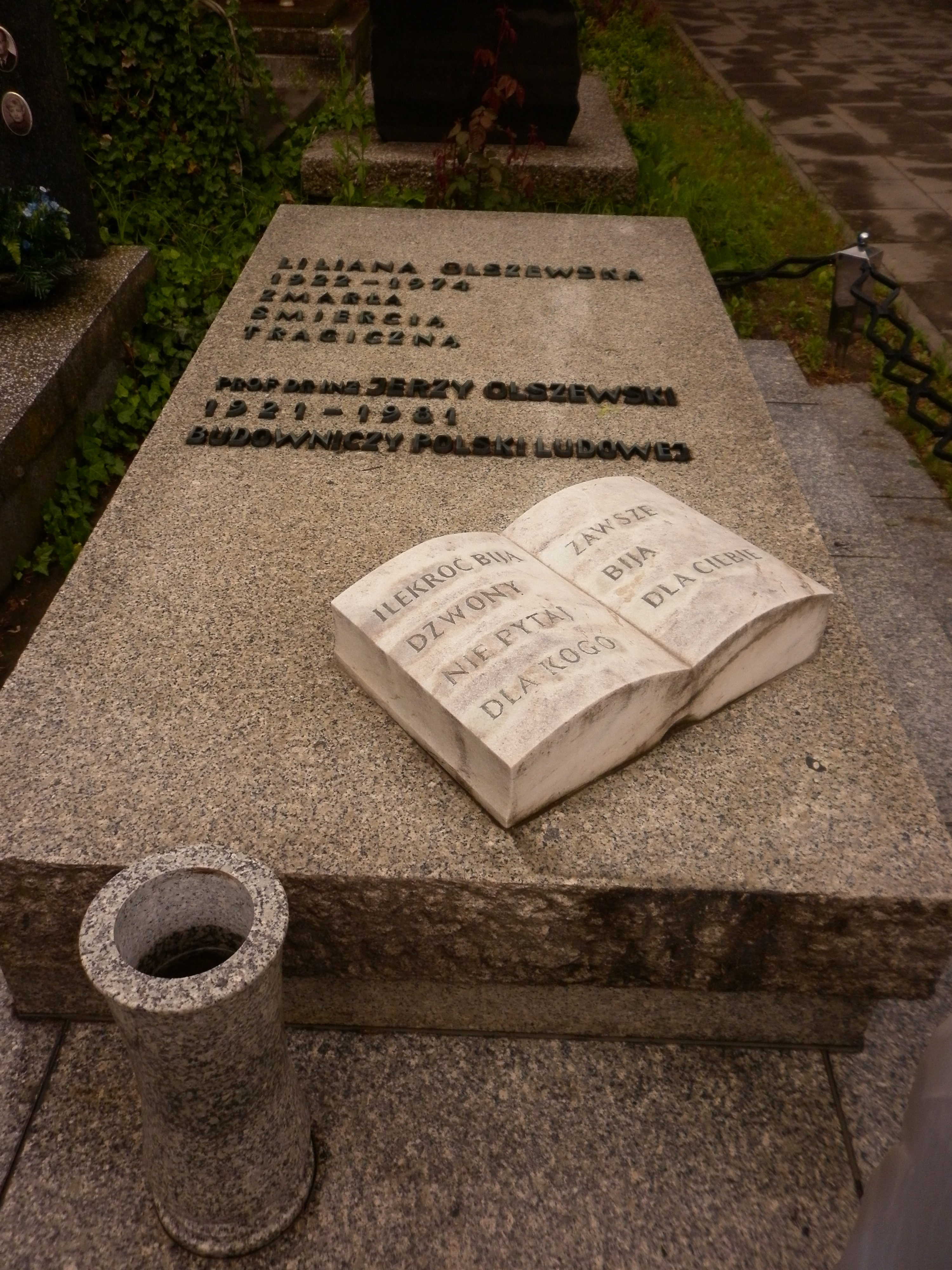
Grób Jerzego Olszewskiego na Cmentarzu Wojskowym na Powązkach

Jerzy Olszewski (ur. 24 marca 1921 w Częstochowie, zm. 22 maja 1981 w Skubiance) – polski inżynier chemik i polityk. Minister przemysłu chemicznego (1971–1974), minister handlu zagranicznego i gospodarki morskiej (1974–1980), poseł na Sejm PRL II, III, IV i V kadencji. Budowniczy Polski Ludowej.

## Życiorys
Syn Stefana i Stanisławy. W czasie okupacji był robotnikiem leśnym. W 1949 ukończył studia na Politechnice Śląskiej. Po studiach rozpoczął pracę w przemyśle chemicznym. W latach 1952–1965 pełnił stanowiska dyrektorskie w Zakładach Chemicznych w Bydgoszczy, Zakładzie Przemysłu Barwników „Boruta” i w Zakładach Chemicznych w Oświęcimiu, po czym do 1971 był dyrektorem Zjednoczenia Przemysłu Azotowego w Krakowie. W 1970 otrzymał stopień doktora nauk chemicznych, a w 1972 profesora nadzwyczajnego nauk technicznych.
W 1946 wstąpił do Polskiej Partii Socjalistycznej, a w 1948 wraz z nią do Polskiej Zjednoczonej Partii Robotniczej. W latach 1957–1972 był posłem na Sejm PRL II, III, IV i V kadencji. W 1971 był zastępcą przewodniczącego Komisji Planowania przy Radzie Ministrów, od 26 października 1971 do 21 listopada 1974 ministrem przemysłu chemicznego, a od 21 listopada 1974 do 31 stycznia 1980 ministrem handlu zagranicznego i gospodarki morskiej. W latach 1975–1980 członek Komitetu Centralnego PZPR. W 1980 został usunięty z partii i oskarżony o nadużycia finansowe.
Był żonaty z Lilianą Olszewską (1922–1974). Pochowany na cmentarzu Powązki Wojskowe w Warszawie (kwatera A35-5-1).

## Odznaczenia
- Order Budowniczych Polski Ludowej (1974)
- Order Sztandaru Pracy I klasy
- Order Sztandaru Pracy II klasy
- Krzyż Kawalerski Orderu Odrodzenia Polski
- Złoty Krzyż Zasługi (1952)[2]
- Srebrny Krzyż Zasługi (1951)[3]
- Złoty Medal „Za zasługi dla obronności kraju” (1973)[4]
- Odznaka 1000-lecia Państwa Polskiego (1966)[5]
- Złota Odznaka honorowa „Za Zasługi dla Warszawy” (1975)[6]
- Wielki Oficer Orderu Infanta Henryka (1976)[7].